# Unicodeblock Kombinierende halbe diakritische Zeichen
Der Unicodeblock Kombinierende halbe diakritische Zeichen (engl. Combining Half Marks, U+FE20 bis U+FE2F) enthält kombinierende diakritische Zeichen, die über zwei Zeichen stehen und diese miteinander verbinden sollen und deshalb in zwei Hälften aufgeteilt sind. So bewirken die Angaben:
| a&#xFE20;b&#xFE21; | a&#xFE22;b&#xFE23; | a&#xFE24;b&#xFE26;c&#xFE25; |
| folgendes:         |                    |                             |
| a︠b︡                 | a︢b︣                 | a︤b︦c︥                         |

## Tabelle
| Unicodenummer  | Zeichen (400 %) | Kategorie                   | Bidirektionale Klasse       | Offizielle Bezeichnung              | Beschreibung                                           |
| -------------- | --------------- | --------------------------- | --------------------------- | ----------------------------------- | ------------------------------------------------------ |
| U+FE20 (65056) | ◌︠               | Markierung ohne Extrabreite | Markierung ohne Extrabreite | COMBINING LIGATURE LEFT HALF        | Kombinierender Bindebogen (linke Hälfte)               |
| U+FE21 (65057) | ◌︡               | Markierung ohne Extrabreite | Markierung ohne Extrabreite | COMBINING LIGATURE RIGHT HALF       | Kombinierender Bindebogen (rechte Hälfte)              |
| U+FE22 (65058) | ◌︢               | Markierung ohne Extrabreite | Markierung ohne Extrabreite | COMBINING DOUBLE TILDE LEFT HALF    | Kombinierende doppelbreite Tilde (linke Hälfte)        |
| U+FE23 (65059) | ◌︣               | Markierung ohne Extrabreite | Markierung ohne Extrabreite | COMBINING DOUBLE TILDE RIGHT HALF   | Kombinierende doppelbreite Tilde (rechte Hälfte)       |
| U+FE24 (65060) | ◌︤               | Markierung ohne Extrabreite | Markierung ohne Extrabreite | COMBINING MACRON LEFT HALF          | Kombinierendes Makron (linke Hälfte)                   |
| U+FE25 (65061) | ◌︥               | Markierung ohne Extrabreite | Markierung ohne Extrabreite | COMBINING MACRON RIGHT HALF         | Kombinierendes Makron (rechte Hälfte)                  |
| U+FE26 (65062) | ◌︦               | Markierung ohne Extrabreite | Markierung ohne Extrabreite | COMBINING CONJOINING MACRON         | Kombinierendes Makron (Mittelteil)                     |
| U+FE27 (65063) | ◌︧               | Markierung ohne Extrabreite | Markierung ohne Extrabreite | COMBINING LIGATURE LEFT HALF BELOW  | Kombinierender Bindebogen unten (linke Hälfte)         |
| U+FE28 (65064) | ◌︨               | Markierung ohne Extrabreite | Markierung ohne Extrabreite | COMBINING LIGATURE RIGHT HALF BELOW | Kombinierender Bindebogen (rechte Hälfte)              |
| U+FE29 (65065) | ◌︩               | Markierung ohne Extrabreite | Markierung ohne Extrabreite | COMBINING TILDE LEFT HALF BELOW     | Kombinierende doppelbreite Tilde unten (linke Hälfte)  |
| U+FE2A (65066) | ◌︪               | Markierung ohne Extrabreite | Markierung ohne Extrabreite | COMBINING TILDE RIGHT HALF BELOW    | Kombinierende doppelbreite Tilde unten (rechte Hälfte) |
| U+FE2B (65067) | ◌︫               | Markierung ohne Extrabreite | Markierung ohne Extrabreite | COMBINING MACRON LEFT HALF BELOW    | Kombinierendes Makron unten (linke Hälfte)             |
| U+FE2C (65068) | ◌︬               | Markierung ohne Extrabreite | Markierung ohne Extrabreite | COMBINING MACRON RIGHT HALF BELOW   | Kombinierendes Makron unten (rechte Hälfte)            |
| U+FE2D (65069) | ◌︭               | Markierung ohne Extrabreite | Markierung ohne Extrabreite | COMBINING CONJOINING MACRON BELOW   | Kombinierendes Makron unten (Mittelteil)               |